# Collégiale Saint-Martin de Saint-Rémy-de-Provence
Pour les articles homonymes, voir collégiale Saint-Martin.
La collégiale Saint-Martin de Saint-Rémy-de-Provence est une ancienne collégiale située à Saint-Rémy-de-Provence (Bouches-du-Rhône).

## Description
Dimensions générales de l'édifice : longueur totale de 48 mètres, 27 mètres de largeur au transept. Hauteur des voûtes en berceau et caissons de la nef : 16 mètres, et coupole à caissons s'élevant à la croisée à 26 mètres avec oculus pour un éclairage zénithal.
Reconstruite en partie après un effondrement en 1818,elle a conservé son clocher gothique du XIVe siècle très élancé de plus de 45 mètres, et, à l'intérieur, le maître autel et les fonts baptismaux en marbre datant du début du XIVe siècle, tout comme l'ensemble du mobilier installé entre 1825 et 1827 à de rares exceptions ; de chaque côté du chœur se trouvent deux volets d'un retable de 1503, l'un représentant la Vierge et l'Enfant Jésus (Notre-Dame du Rosaire) tenant un chapelet, et l'autre un évêque debout. Les peintures date de 1874 réaliser par JULE AURIC.
L'orgue, installé en 1923,sur lequel sont donnés chaque année de nombreux concerts (festival ORGANA), a été entièrement reconstruit par le facteur d'orgues Pascal Quoirin en 1983.
Un portique monumental de colonnes néoclassiques, à l'ouest, soutient un grand portail surmonté d'un fronton triangulaire. 
L'édifice est classé au titre des monuments historiques depuis 1984.